# Danuta Zagrodzka

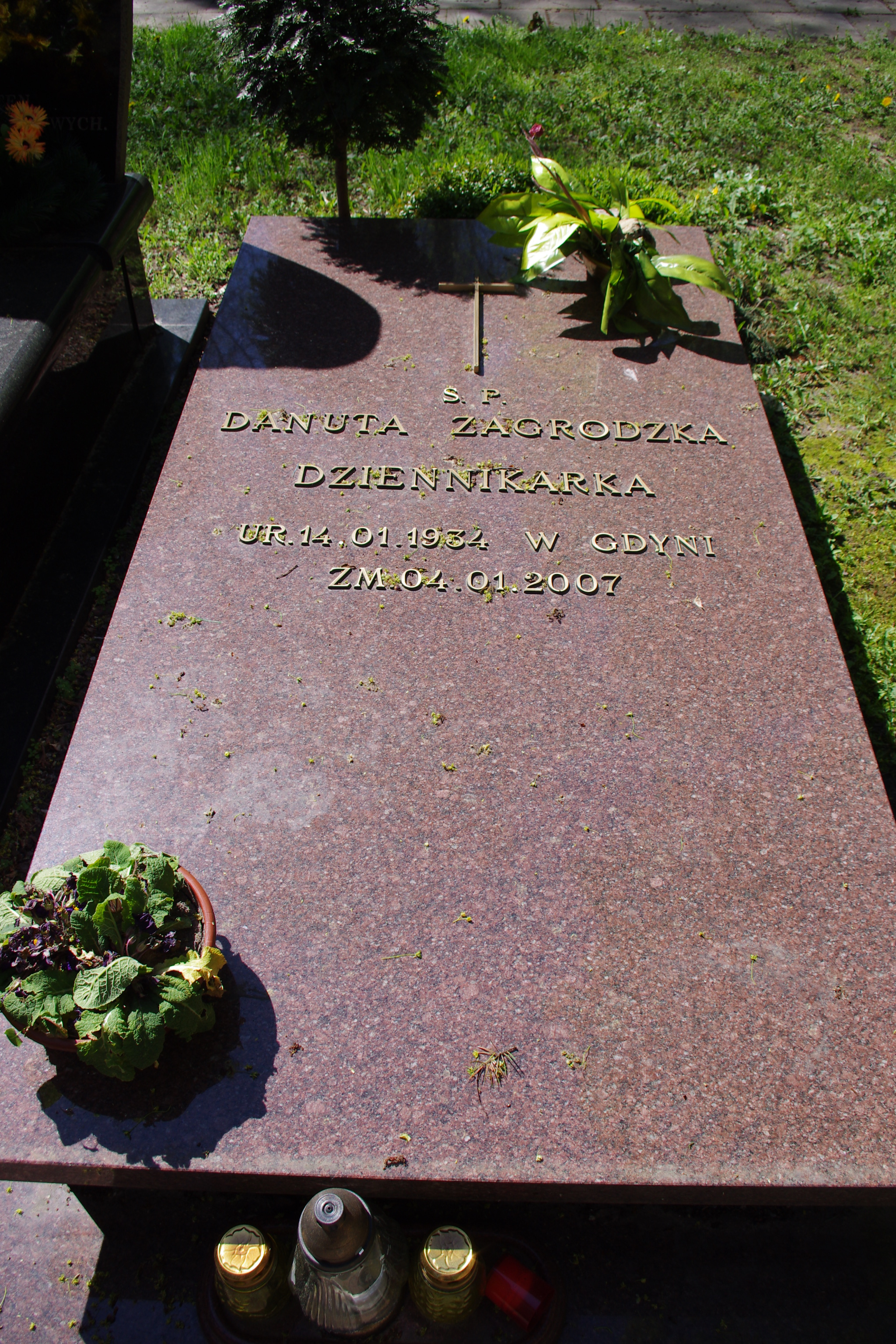
Grób dziennikarki Danuty Zagrodzkiej na Cmentarzu ewangelicko-augsburskim w Warszawie

Danuta Zagrodzka (ur. 14 stycznia 1934 w Gdyni, zm. 4 stycznia 2007 w Warszawie) – polska dziennikarka, publicystka, komentatorka wydarzeń międzynarodowych.
Studiowała na Wydziale Dziennikarstwa Uniwersytetu Warszawskiego. Była następnie publicystką „Życia Warszawy” (w latach 1957–1975), zajmując się problematyką społeczno - ekonomiczną. Następnie dziennikarka „Życia Gospodarczego” (1975–1977) i „Polityki” (1977–1981). Działała w Prymasowskim Komitecie Pomocy Osobom Represjonowanym i ich Rodzinom. W 1982 była stypendystką Fundacji Eberta w Niemczech. W latach 1982–1984 zastępca redaktora naczelnego miesięcznika „Przegląd Organizacji”, a następnie, w latach 1984–1989 kierownik działu ekonomicznego w miesięczniku „Zarządzanie”. Od 1989 do 2007 była dziennikarką dziennika „Gazeta Wyborcza”, specjalizując się zwłaszcza w zagadnieniach ekonomicznych oraz stosunków polsko-niemieckich (w latach 1996–1998 korespondentka w Niemczech). Współpracowała ponadto z Polskim Radiem i Telewizją Polską, jako komentator.
Była członkiem Stowarzyszenia Dziennikarzy Polskich (w tym członkiem Rady i Zarządu Oddziału Warszawskiego w latach 1980–1982). Laureatka m.in. Nagrody Klubu Publicystów Ekonomicznych SDP (dwukrotnie, w 1973 i 1978), Nagrody im. Cezarego Gawryluka (1981). Otrzymała Krzyż Zasługi I Klasy Orderu Zasługi RFN. Mieszkała w Warszawie.
Pochowana na cmentarzu ewangelicko-augsburskim w Warszawie (aleja 59a, grób 133).